# Frode Sørensen
Frode Sørensen (Copenaghen, 8 febbraio 1912 – Stoccolma, 1º agosto 1980) è stato un ciclista su strada danese.
Medaglia d'argento nella cronometro a squadre ai Giochi olimpici di Los Angeles nel 1932 e nella prova in linea dilettanti ai Mondiali di Copenaghen nel 1937.
Più volte membro della nazionale danese impegnata nella specialità della cronometro a squadre vinse tre edizioni del Nordisk Mesterskab e fu, sempre fra i dilettanti, sei volte campione nazionale nella gara in linea.
Prese parte a due edizioni dei Giochi olimpici ed a quattro edizioni dei Campionati del mondo di ciclismo su strada.

## Palmares
- 1931 (Dilettanti, due vittorie)

Campionati danesi dilettanti, Prova in linea
Rudersdalløbet
- 1932 (Dilettanti, due vittorie)

Campionati danesi dilettanti, Prova in linea
Gedserløbet
- 1934 (Dilettanti, due vittorie)

Campionati danesi dilettanti, Prova in linea
Rudersdalløbet
- 1935 (Dilettanti, tre vittorie)

Campionati danesi dilettanti, Prova in linea
Sjaelland Rundt
Praha-Karlovy Vary-Praha
- 1936 (Dilettanti, due vittorie)

Campionati danesi dilettanti, Prova in linea
Rudersdalløbet
- 1938 (Dilettanti, due vittorie)

Campionati danesi dilettanti, Prova in linea
Rudersdalløbet
- 1939 (Dilettanti, una vittoria)

Rudersdalløbet
- 1940 (Dilettanti, due vittorie)

Fyen Rundt
Rudersdalløbet

### Altri successi
- 1935 (Dilettanti, una vittoria)

Nordisk Mesterskab, Cronosquadre (con Leo Nielsen, Werner Grundahl Hansen, Knud Aage Jacobsen)
- 1936 (Dilettanti, una vittoria)

Nordisk Mesterskab, Cronosquadre (con Knud Aage Jacobsen, Ejner Nielsen, Tage Møller)
- 1937 (Dilettanti, una vittoria)

Nordisk Mesterskab, Cronosquadre (con Christian Christiansen, Georg Nielsen  Johs. Løwén)

### Competizioni mondiali
- Campionati del mondo su strada

Copenaghen 1931 - In linea Dilettanti: 10º
Lipsia 1934 - In linea Dilettanti: 8º
Floreffe 1935 - In linea Dilettanti: 10º
Copenaghen 1937 - In linea Dilettanti: 2º
- Giochi olimpici

Los Angeles 1932 - In linea: 5º
Los Angeles 1932 - Cronometro a squadre: 2º
Berlino 1936 - In linea: 12º